# Hjalmar Lundström
Hjalmar Lundström, född 3 april 1879 i Villie, Malmöhus län, död 3 november 1963 i Malmö, var en svensk målare.
Han var son till smeden Petter Lundström och Hanna Andersson. Lundström studerade vid flera tekniska aftonskolor i Stockholm, Malmö och Lund samt vid Skånska målarskolan i Malmö och under studieresor till Italien. Separat ställde han ut på Malmö rådhus 1929 och kom därefter att ställa ut separat på ett flertal platser i landet. Tillsammans med Gunnar Ekdahl ställde han ut på Rådhuset i Kristianstad och tillsammans med Brita af Klercker, Willy Lindeberg och Helge Högbom genomförde han en nyårssalong på läroverket i Helsingborg 1945. Han medverkade i de flesta av Skånes konstförenings utställningar sedan 1920 och med Sveriges allmänna konstförening. Hans konst består av landskap med skånska byar och slättmotiv samt från Blekinge och Sydeuropa vanligen utförda i olja, pastell eller akvarell. Lundström är representerad vid Trelleborgs museum.